# Burgstall Altenthanstein
Der Burgstall Altenthannstein bezeichnet eine abgegangene Gipfelburg auf einer Bergkuppe bei 635 m ü. NN oberhalb des Ortsteils Dautersdorf der Gemeinde Thanstein im Oberpfälzer Landkreis Schwandorf in Bayern. Der Burgstall liegt ca. 350 m nördlich von der Filialkirche St. Ägidius im Waldgebiet „alte Thanstein“. Die Anlage wird als Bodendenkmal unter der Aktennummer D-3-6640-0010 im Bayernatlas als „mittelalterlicher Burgstall "Alter Thanstein"“ geführt. 

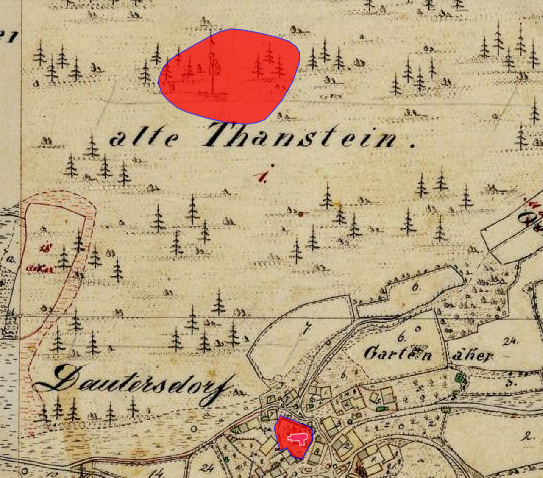
Lageplan von Burgstall Altenthanstein auf dem Urkataster von Bayern

## Geschichte
Die Burg, von der nur wenige gesicherte Daten vorliegen, wurde im 13. Jahrhundert von den Herren von Tannstein als Stammsitz erbaut. 1218 wurde ein Uto von Tannstein urkundlich genannt. Als weitere Mitbesitzer werden auch die Muracher genannt. Anfang des 14. Jahrhunderts verlegten die Tannsteiner ihren Stammsitz auf die Burg Thannstein.

## Beschreibung
Der Burgstall zeigt noch Spuren, die auf die Lage des Turmes und der Gebäude schließen lassen, umgeben von einem Graben, der den tieferen Bereich der Burg abtrennt und dort einen kleinen Brunnen sehen lässt.

## Siehe auch

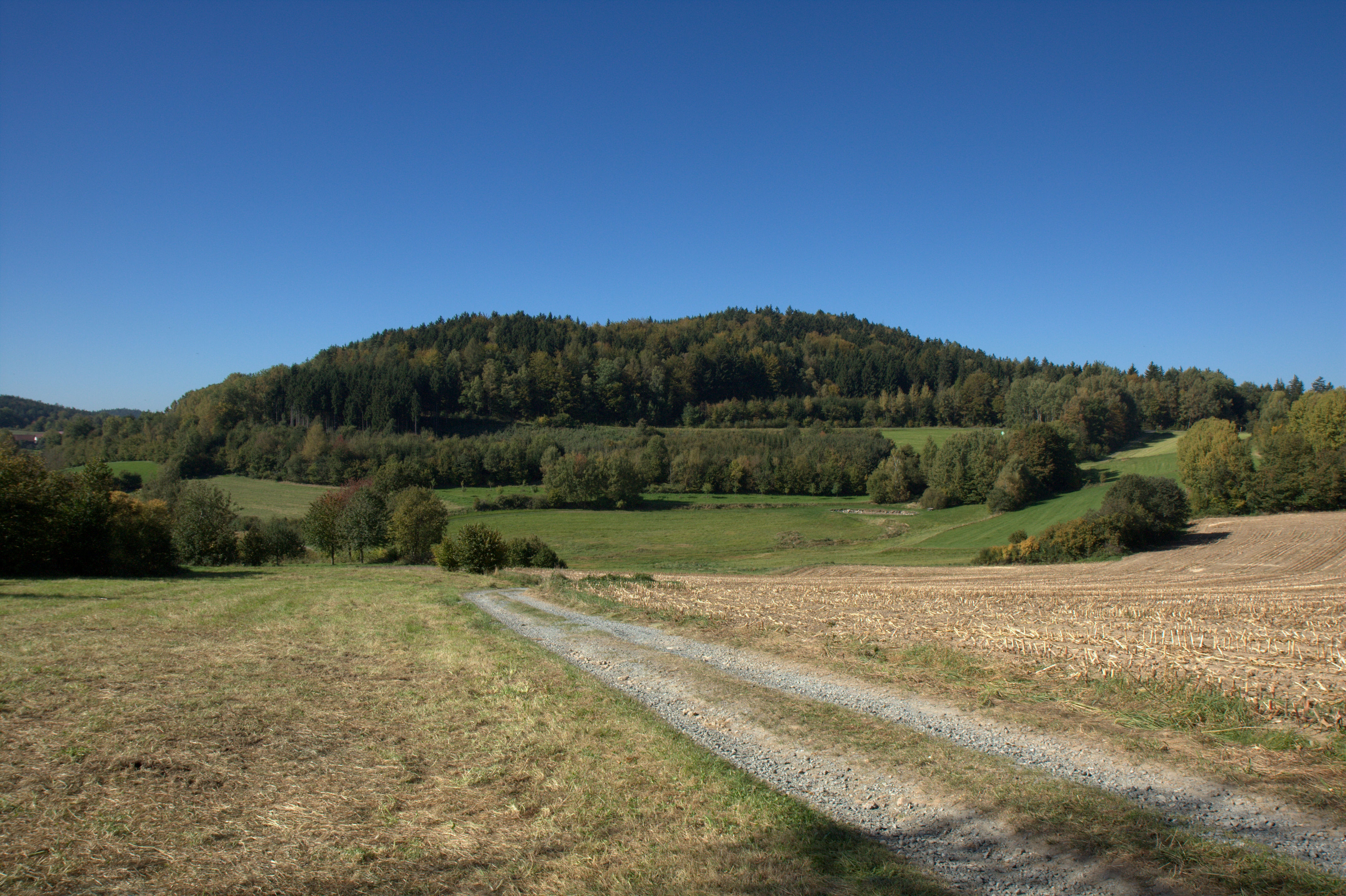
Ansicht des Alten Tannsteines aus östlicher Richtung